# خولياكا
خولياكا (بالإنجليزية: Juliaca)‏ هي مدينة، تتبع Juliaca District ‏، هي عاصمة San Román province ‏، وJuliaca District ‏، بلغ عدد سكانها 225146 نسمة، رمزها البريدي هو 51.

## المناخ
يظهر الجدول التالي التغييرات المناخية على مدار السنة لخولياكا:
| البيانات المناخية لـخولياكا                     | البيانات المناخية لـخولياكا | البيانات المناخية لـخولياكا | البيانات المناخية لـخولياكا | البيانات المناخية لـخولياكا | البيانات المناخية لـخولياكا | البيانات المناخية لـخولياكا | البيانات المناخية لـخولياكا | البيانات المناخية لـخولياكا | البيانات المناخية لـخولياكا | البيانات المناخية لـخولياكا | البيانات المناخية لـخولياكا | البيانات المناخية لـخولياكا | البيانات المناخية لـخولياكا |
| الشهر                                           | يناير                       | فبراير                      | مارس                        | أبريل                       | مايو                        | يونيو                       | يوليو                       | أغسطس                       | سبتمبر                      | أكتوبر                      | نوفمبر                      | ديسمبر                      | المعدل السنوي               |
| ----------------------------------------------- | --------------------------- | --------------------------- | --------------------------- | --------------------------- | --------------------------- | --------------------------- | --------------------------- | --------------------------- | --------------------------- | --------------------------- | --------------------------- | --------------------------- | --------------------------- |
| الدرجة القصوى °م (°ف)                           | 30.4 (86.7)                 | 26.0 (78.8)                 | 23.8 (74.8)                 | 27.0 (80.6)                 | 23.0 (73.4)                 | 21.8 (71.2)                 | 21.5 (70.7)                 | 22.1 (71.8)                 | 24.0 (75.2)                 | 24.0 (75.2)                 | 25.5 (77.9)                 | 27.2 (81.0)                 | 30.4 (86.7)                 |
| متوسط درجة الحرارة الكبرى °م (°ف)               | 16.7 (62.1)                 | 16.7 (62.1)                 | 16.5 (61.7)                 | 16.8 (62.2)                 | 16.6 (61.9)                 | 16.0 (60.8)                 | 16.0 (60.8)                 | 17.0 (62.6)                 | 17.6 (63.7)                 | 18.6 (65.5)                 | 18.8 (65.8)                 | 17.7 (63.9)                 | 17.1 (62.8)                 |
| متوسط درجة الحرارة الصغرى °م (°ف)               | 3.6 (38.5)                  | 3.5 (38.3)                  | 3.2 (37.8)                  | 0.6 (33.1)                  | −3.8 (25.2)                 | −7.0 (19.4)                 | −7.5 (18.5)                 | −5.4 (22.3)                 | −1.4 (29.5)                 | 0.3 (32.5)                  | 1.5 (34.7)                  | 3.0 (37.4)                  | −0.8 (30.6)                 |
| أدنى درجة حرارة °م (°ف)                         | −4.8 (23.4)                 | −3.0 (26.6)                 | −5.0 (23.0)                 | −7.2 (19.0)                 | −12.4 (9.7)                 | −12.0 (10.4)                | −12.2 (10.0)                | −12.0 (10.4)                | −7.8 (18.0)                 | −5.6 (21.9)                 | −6.0 (21.2)                 | −5.2 (22.6)                 | −12.4 (9.7)                 |
| الهطول مم (إنش)                                 | 133.3 (5.25)                | 108.7 (4.28)                | 98.5 (3.88)                 | 43.3 (1.70)                 | 9.9 (0.39)                  | 3.1 (0.12)                  | 2.4 (0.09)                  | 5.8 (0.23)                  | 22.1 (0.87)                 | 41.1 (1.62)                 | 55.3 (2.18)                 | 85.9 (3.38)                 | 609.4 (23.99)               |
| المصدر #1: NOAA                                 |                             |                             |                             |                             |                             |                             |                             |                             |                             |                             |                             |                             |                             |
| المصدر #2: Meteo Climat (record highs and lows) |                             |                             |                             |                             |                             |                             |                             |                             |                             |                             |                             |                             |                             |

## مدن توأم
المدن التوأم:
- سان خوسيه، كوستاريكا
- غواتيمالا (مدينة)
- تونخا
- أمباتو
- غوادالاخارا.